# Mathieu Ier d'Alexandrie (Copte)
Mathieu Ier d'Alexandrie (Copte), est un  patriarche copte d'Alexandrie  du 25 juillet 1378 au 31 décembre 1408.